# Atletismo nos Jogos Olímpicos de Verão de 2012 - 400 m masculino
A competição dos 400 metros rasos masculino nos Jogos Olímpicos de Verão de 2012 aconteceu entre os dias 4 e 6 de agosto no Estádio Olímpico de Londres.
Kirani James conquistou a primeira medalha olímpica da história de Granada ao vencer a final com o tempo de 43s94.

## Calendário
Horário local (UTC+1).
| Data        | Horário | Fase            |
| ----------- | ------- | --------------- |
| 4 de agosto | 10:35   | Primeira rodada |
| 5 de agosto | 20:40   | Semifinais      |
| 6 de agosto | 21:30   | Final           |

## Medalhistas
| Ouro   | GRN Kirani James    |
| Prata  | DOM Luguelín Santos |
| Bronze | TRI Lalonde Gordon  |

## Recordes
Antes desta competição, os recordes mundiais e olímpicos da prova eram os seguintes:
| Tipo | Atleta          | Tempo   | Local   | Data                 |
| ---- | --------------- | ------- | ------- | -------------------- |
|      | Michael Johnson | 43,18 s | Sevilha | 26 de agosto de 1999 |
|      | Michael Johnson | 43,49 s | Atlanta | 29 de julho de 1996  |

## Primeira fase

### Bateria 1
| Pos. | Nome                     | CON                      | Reação | Tempo | Notas |
| ---- | ------------------------ | ------------------------ | ------ | ----- | ----- |
| 1    | Luguelín Santos          | DOM República Dominicana | 0.187  | 45.04 | Q     |
| 2    | Oscar Pistorius          | RSA África do Sul        | 0.236  | 45.44 | Q,    |
| 3    | Maksim Dyldin            | RUS Rússia               | 0.190  | 45.52 | Q     |
| 4    | Rusheen McDonald         | JAM Jamaica              | 0.243  | 46.67 |       |
| 5    | Vitaliy Butrym           | UKR Ucrânia              | 0.165  | 47.62 |       |
| —    | Ahmed Mohamed Al-Merjabi | OMA Omã                  | —      | —     | DNS   |
| —    | Renny Quow               | TRI Trinidad e Tobago    | —      | —     | DNS   |

### Bateria 2
| Pos. | Nome                | CON                                 | Reação | Tempo | Notas                |
| ---- | ------------------- | ----------------------------------- | ------ | ----- | -------------------- |
| 1    | Kirani James        | GRN Granada                         | 0.173  | 45.23 | Q                    |
| 2    | Ramon Miller        | BAH Bahamas                         | 0.160  | 45.57 | Q                    |
| 3    | Liemarvin Bonevacia | IOA Atletas Olímpicos Independentes | 0.232  | 45.60 | Q,                   |
| 4    | Isaac Makwala       | BOT Botsuana                        | 0.211  | 45.67 |                      |
| 5    | Deon Lendore        | TRI Trinidad e Tobago               | 0.205  | 45.81 |                      |
| 6    | Daundre Barnaby     | CAN Canadá                          | 0.171  | 46.04 |                      |
| 7    | Bereket Desta       | ETH Etiópia                         | 0.224  | 47.40 |                      |
| 8    | Bahaa Al Farra      | PLE Palestina                       | 0.212  | 49.93 | Recorde da temporada |

### Bateria 3
| Pos. | Nome                     | CON                  | Reação | Tempo | Notas                |
| ---- | ------------------------ | -------------------- | ------ | ----- | -------------------- |
| 1    | Jonathan Borlée          | BEL Bélgica          | 0.179  | 44.43 | Q,                   |
| 2    | Pavel Maslák             | CZE República Checa  | 0.186  | 44.91 | Q,                   |
| 3    | Pavel Trenikhin          | RUS Rússia           | 0.194  | 45.00 | Q,                   |
| 4    | Dane Hyatt               | JAM Jamaica          | 0.261  | 45.14 | q                    |
| 5    | Donald Sanford           | ISR Israel           | 0.168  | 45.71 | Recorde nacional     |
| 6    | Nelson Stone             | PNG Papua-Nova Guiné | 0.193  | 46.71 | Recorde da temporada |
| 7    | Sergej Zaikov            | KAZ Cazaquistão      | 0.209  | 47.12 |                      |
| 8    | Ak Hafiy Tajuddin Rositi | BRU Brunei           | 0.188  | 48.67 | Recorde pessoal      |

### Bateria 4
| Pos. | Nome                 | CON                          | Reação | Tempo | Notas           |
| ---- | -------------------- | ---------------------------- | ------ | ----- | --------------- |
| 1    | Demetrius Pinder     | BAH Bahamas                  | 0.151  | 44.92 | Q               |
| 2    | Bryshon Nellum       | USA Estados Unidos           | 0.191  | 45.29 | Q               |
| 3    | Yousef Ahmed Masrahi | KSA Arábia Saudita           | 0.147  | 45.43 | Q,              |
| 4    | Tabarie Henry        | ISV Ilhas Virgens Americanas | 0.176  | 45.43 | q               |
| 5    | Albert Bravo         | VEN Venezuela                | 0.197  | 45.61 | q,              |
| 6    | Jermaine Gonzales    | JAM Jamaica                  | 0.171  | 46.21 |                 |
| 7    | Kristijan Efremov    | MKD República da Macedônia   | 0.229  | 47.92 | Recorde pessoal |
| 8    | Zaw Win Thet         | MYA Mianmar                  | 0.181  | 50.07 |                 |

### Bateria 5
| Pos. | Nome            | CON                | Reação | Tempo | Notas |
| ---- | --------------- | ------------------ | ------ | ----- | ----- |
| 1    | Chris Brown     | BAH Bahamas        | 0.171  | 45.40 | Q     |
| 2    | Tony McQuay     | USA Estados Unidos | 0.155  | 45.48 | Q     |
| 3    | Nigel Levine    | GBR Grã-Bretanha   | 0.148  | 45.58 | Q     |
| 4    | Yuzo Kanemaru   | JPN Japão          | 0.156  | 46.01 |       |
| 5    | Jānis Leitis    | LAT Letônia        | 0.159  | 46.41 |       |
| 6    | Augusto Stanley | PAR Paraguai       | 0.190  | 47.21 |       |

### Bateria 6
| Pos. | Nome              | CON                   | Reação | Tempo | Notas |
| ---- | ----------------- | --------------------- | ------ | ----- | ----- |
| 1    | Steven Solomon    | AUS Austrália         | 0.145  | 45.18 | Q,    |
| 2    | Lalonde Gordon    | TRI Trinidad e Tobago | 0.178  | 45.43 | Q     |
| 3    | Conrad Williams   | GBR Grã-Bretanha      | 0.164  | 46.12 | Q     |
| 4    | Marcell Deák-Nagy | HUN Hungria           | 0.186  | 46.17 |       |
| 5    | Winston George    | GUY Guiana            | 0.245  | 46.86 |       |
| 6    | Sajjad Hashemi    | IRI Irã               | 0.171  | 47.75 |       |
| —    | LaShawn Merritt   | USA Estados Unidos    | 0.195  | —     | DNF   |

### Bateria 7
| Pos. | Nome               | CON              | Reação | Tempo | Notas                |
| ---- | ------------------ | ---------------- | ------ | ----- | -------------------- |
| 1    | Kevin Borlée       | BEL Bélgica      | 0.166  | 45.14 | Q                    |
| 2    | Martyn Rooney      | GBR Grã-Bretanha | 0.186  | 45.36 | Q                    |
| 3    | Rabah Yousif       | SUD Sudão        | 0.203  | 45.46 | Q                    |
| 4    | Nery Brenes        | CRC Costa Rica   | 0.237  | 45.65 |                      |
| 5    | Erison Hurtault    | DMA Dominica     | 0.158  | 46.05 | Recorde da temporada |
| 6    | Marcin Marciniszyn | POL Polônia      | 0.180  | 46.35 |                      |
| —    | Mathieu Gnanligo   | BEN Benim        | 0.168  | —     | DNF                  |

## Semifinais

### Bateria 1
| Pos. | Nome             | CON                          | Reação | Tempo | Notas                |
| ---- | ---------------- | ---------------------------- | ------ | ----- | -------------------- |
| 1    | Lalonde Gordon   | TRI Trinidad e Tobago        | 0.168  | 44.58 | Q,                   |
| 2    | Demetrius Pinder | BAH Bahamas                  | 0.161  | 44.94 | Q                    |
| 3    | Steven Solomon   | AUS Austrália                | 0.188  | 44.97 | q,                   |
| 4    | Rabah Yousif     | SUD Sudão                    | 0.178  | 45.13 | =                    |
| 5    | Pavel Maslák     | CZE República Checa          | 0.166  | 45.15 |                      |
| 6    | Tabarie Henry    | ISV Ilhas Virgens Americanas | 0.167  | 45.19 | Recorde da temporada |
| 7    | Pavel Trenikhin  | RUS Rússia                   | 0.198  | 45.35 |                      |
| 8    | Conrad Williams  | GBR Grã-Bretanha             | 0.153  | 45.53 |                      |

### Bateria 2
| Pos. | Nome            | CON                | Reação | Tempo | Notas |
| ---- | --------------- | ------------------ | ------ | ----- | ----- |
| 1    | Kirani James    | GRN Granada        | 0.170  | 44.59 | Q,    |
| 2    | Chris Brown     | BAH Bahamas        | 0.174  | 44.67 | Q,    |
| 3    | Jonathan Borlée | BEL Bélgica        | 0.164  | 44.99 | q     |
| 4    | Tony McQuay     | USA Estados Unidos | 0.230  | 45.31 |       |
| 5    | Nigel Levine    | GBR Grã-Bretanha   | 0.146  | 45.64 |       |
| 6    | Albert Bravo    | VEN Venezuela      | 0.185  | 46.22 |       |
| 7    | Oscar Pistorius | RSA África do Sul  | 0.254  | 46.54 |       |
| DSQ  | Maksim Dyldin   | RUS Rússia         | 0.168  | 45.39 |       |

### Bateria 3
| Pos. | Nome                 | CON                                 | Reação | Tempo   | Notas |
| ---- | -------------------- | ----------------------------------- | ------ | ------- | ----- |
| 1    | Luguelín Santos      | DOM República Dominicana            | 0.155  | 44.78   | Q     |
| 2    | Kevin Borlée         | BEL Bélgica                         | 0.147  | 44.84   | Q     |
| 3    | Bryshon Nellum       | USA Estados Unidos                  | 0.173  | 45.02   |       |
| 4    | Ramon Miller         | BAH Bahamas                         | 0.190  | 45.11   |       |
| 5    | Martyn Rooney        | GBR Grã-Bretanha                    | 0.186  | 45.31   |       |
| 6    | Dane Hyatt           | JAM Jamaica                         | 0.159  | 45.59   |       |
| 7    | Yousef Ahmed Masrahi | KSA Arábia Saudita                  | 0.146  | 45.91   |       |
| 8    | Liemarvin Bonevacia  | IOA Atletas Olímpicos Independentes | 0.153  | 1:36.42 |       |

## Final

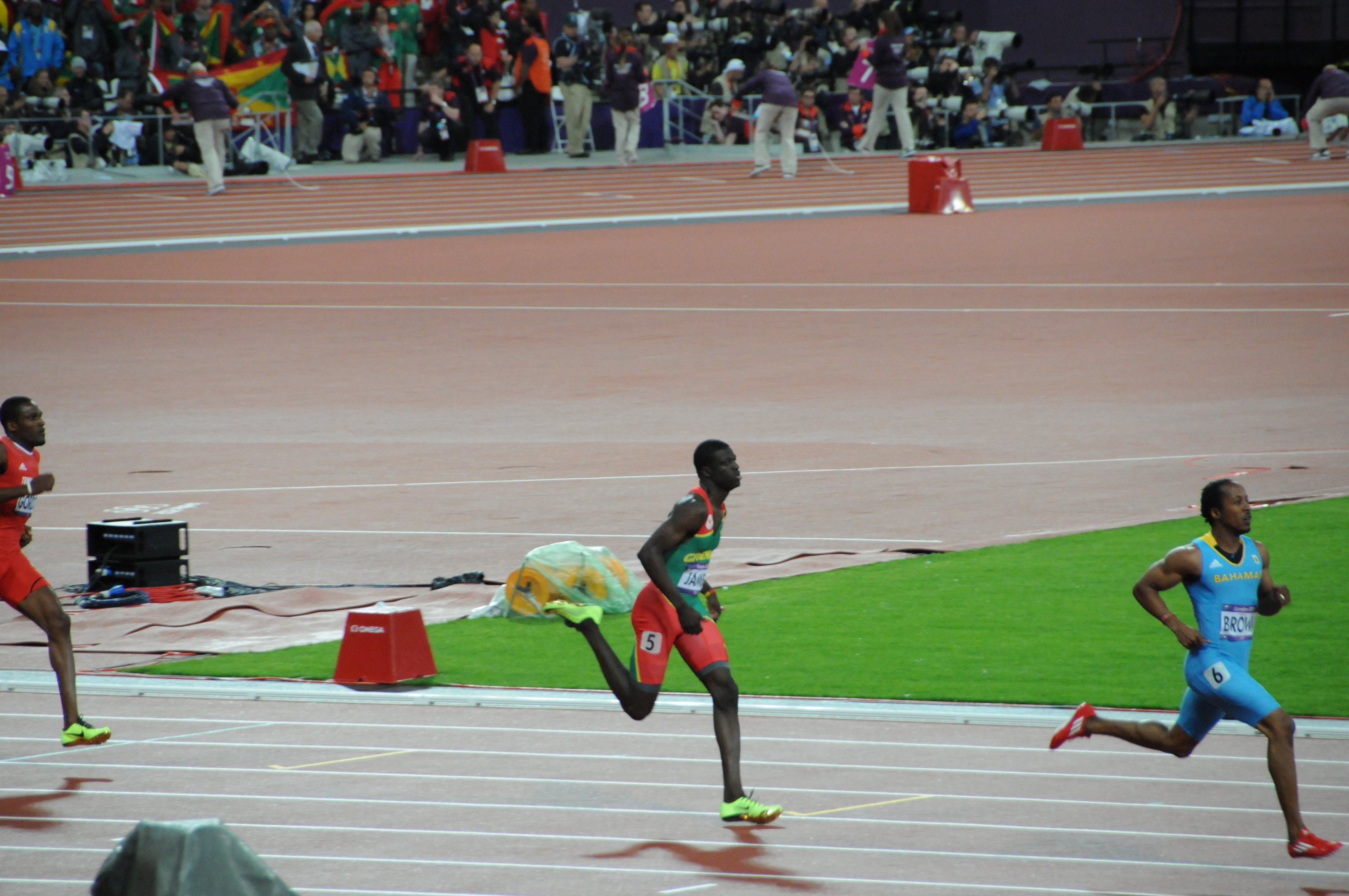
Kirani James durante a final dos 400 metros.

| Pos.              | Raia | Nome             | CON                      | Reação | Tempo | Notas            |
| ----------------- | ---- | ---------------- | ------------------------ | ------ | ----- | ---------------- |
| Medalha de ouro   | 5    | Kirani James     | GRN Granada              | 0.163  | 43.94 | Recorde nacional |
| Medalha de prata  | 7    | Luguelín Santos  | DOM República Dominicana | 0.185  | 44.46 |                  |
| Medalha de bronze | 4    | Lalonde Gordon   | TRI Trinidad e Tobago    | 0.159  | 44.52 | Recorde pessoal  |
| 4                 | 6    | Chris Brown      | BAH Bahamas              | 0.166  | 44.79 |                  |
| 5                 | 9    | Kevin Borlée     | BEL Bélgica              | 0.151  | 44.81 |                  |
| 6                 | 2    | Jonathan Borlée  | BEL Bélgica              | 0.173  | 44.83 |                  |
| 7                 | 8    | Demetrius Pinder | BAH Bahamas              | 0.153  | 44.98 |                  |
| 8                 | 3    | Steven Solomon   | AUS Austrália            | 0.143  | 45.14 |                  |

Legenda
| Recorde mundial      | Recorde mundial (World record)               |                       | Recorde africano                      | Recorde africano (African) |                                           | Q | Classificado por posição (Qualified) |
| Recorde olímpico     | Recorde olímpico (Olympic record)            | Recorde da América    | Recorde da América (Americas)         | q                          | Classificado por melhor tempo (Qualified) |   |                                      |
| Melhor marca do ano  | Melhor marca do ano (World leading)          | Recorde asiático      | Recorde asiático (Asian)              | DNS                        | Não largou (Did not start)                |   |                                      |
| Recorde nacional     | Recorde nacional (National record)           | Recorde europeu       | Recorde europeu (European)            | DNF                        | Não terminou (Did not finish)             |   |                                      |
| Recorde pessoal      | Recorde pessoal do atleta (Personal best)    | Recorde da Oceania    | Recorde da Oceania (Oceania)          | DSQ / DQ                   | Desclassificado (Disqualified)            |   |                                      |
| Recorde da temporada | Recorde da temporada do atleta (Season best) | Recorde sul-americano | Recorde sul-americano (South America) | NM                         | Sem marca (No mark)                       |   |                                      |